# Staadt (Engelskirchen)
Staadt ist ein Ort in der Gemeinde Engelskirchen im Oberbergischen Kreis in Nordrhein-Westfalen in Deutschland.

## Lage und Beschreibung
Der Ort liegt südwestlich von Engelskirchen im Tal der Agger. Nachbarorte sind Kastor, Lüdenbach, Perdt, Loope und Ehreshoven.

## Geschichte
1371 wurde der Ort mit der Bezeichnung „Stayde“ erstmals im Zusammenhang mit einem Hausverkauf in Engelskirchen urkundlich genannt.